# 인지적 구조
인지적 구조(Cognitive architecture)는 인간 마음의 구조에 관한 이론과 인공 지능(AI) 및 컴퓨터 인지 과학 분야에서 사용되는 이러한 이론의 컴퓨터적 인스턴스화를 모두 의미한다. 공식화된 모델은 포괄적인 인지 이론을 더욱 구체화하고 유용한 인공 지능 프로그램으로 사용될 수 있다. 성공적인 인지 아키텍처에는 ACT-R(Adaptive Control of Thought - Rational) 및 SOAR이 포함된다. 인지 이론의 소프트웨어 인스턴스화로서 인지적 구조에 대한 연구는 1990년 앨런 뉴얼에 의해 시작되었다.
창의기술연구소(Institute for Creative Technologies)는 인지 아키텍처를 다음과 같이 정의한다. "자연 또는 인공 시스템에서 마음을 제공하는 고정된 구조와 이러한 구조가 아키텍처 내에 구현된 지식 및 기술과 함께 다양하고 복잡한 환경 내에서 어떻게 함께 작동하여 지능적인 행동을 산출하는지에 대한 가설."

## 같이 보기
- 인공 의식
- 인지 컴퓨팅
- 인지 과학
- 컴퓨터 구조
- 딥 러닝
- 구글 브레인
- 모의실험 가설
- 무한 언어 학습 시스템